# Saint-Gilles-de-la-Neuville
Saint-Gilles-de-la-Neuville is een gemeente in het Franse departement Seine-Maritime (regio Normandië) en telt 562 inwoners (1999). De plaats maakt deel uit van het arrondissement Le Havre.

## Geografie
De oppervlakte van Saint-Gilles-de-la-Neuville bedraagt 7,1 km², de bevolkingsdichtheid is 79,2 inwoners per km².
De onderstaande kaart toont de ligging van Saint-Gilles-de-la-Neuville met de belangrijkste infrastructuur en aangrenzende gemeenten.

## Demografie
Onderstaande figuur toont het verloop van het inwonertal (bron: INSEE-tellingen).